# Savage Love (Laxed – Siren Beat)
«Savage Love (Laxed – Siren Beat)» — сингл новозеландского музыкального продюсера Jawsh 685 и американского певца Джейсона Деруло. Песня была официально выпущена 11 июня 2020 года после урегулирования вопросов с разрешением на использование сэмплов между двумя артистами. 
«Savage Love (Laxed – Siren Beat)» достигла первой позиции в чартах семнадцати странах, включая Великобританию, Новую Зеландию и Австралию. Ремикс с участием южнокорейской группы BTS был выпущен 2 октября 2020 года с новый куплетом, исполненный на корейском языке. В нем преобладают вокальные партии участников Чон Джонгук, Suga и J-Hope. Ремикс достиг первой позиции в американском чарте Billboard Hot 100, заработав вторую песню номер один как для Джейсона Деруло, так и для BTS, и первую для Jawsh 685 в чарте. Кроме того, ремикс достиг первой позиции в Billboard Global 200.

## Запись и продвижение песни

### Laxed (Siren Beat)
Jawsh 685 изначально разместил инструментал под названием «Laxed (Siren Beat)» на YouTube в 2019 году. После вирусного успеха на TikTok, «Laxed (Siren Beat)» был официально выпущен на онлайн-платформах 24 апреля 2020 года, а в мае 2020 года Jawsh 685 подписал контракт с Columbia Records.

### Незаконное использование Деруло
11 мая 2020 года Деруло анонсировал релиз песни «Savage Love», которая была создана на основе сэмпла «Laxed (Siren Beat)». Однако Джейсон не указал авторство Jawsh 685 и не получил разрешения на использование сэмпла. Это вызвало широкую негативную реакцию и призывы к Деруло должным образом использовать сэмпл и указать авторство Jawsh 685. Сообщалось, что Jawsh 685 вел переговоры с несколькими артистами, включая Деруло, о ремиксе «Laxed (Siren Beat)», но Деруло проигнорировал переговоры и выпустил «Savage Love», не получив на это надлежащего разрешения. Источник, близкий к ситуации, заявил, что Деруло хотел записать песню для себя,а Jawsh 685 был только продюсером, но Jawsh 685 хотел большего участия над работой и не хотел, чтобы "крупный артист заставлял его выпускать песню".

## Релиз
11 июня 2020 года Columbia Records объявила, что два артиста "отложили свои разногласия" и Jawsh 685 разрешил Деруло использовать сэмпл. Jawsh 685 указан как артист и соавтор песни, а также как единственный продюсер трека. Кроме того, к названию было добавлено «(Laxed – Siren Beat)».
В интервью The Official Charts Company Jawsh 685 заявил, что ранний успех трека стал для него полной неожиданностью. "Я создал его после школы в прошлом году", — сказал он. "Я чувствовал себя расслабленным, поэтому имело смысл назвать его „Laxed“. На обдумывание ушло больше времени, чем на само создание — думаю, мне потребовалось всего 4 часа, чтобы сделать трек."
"Джейсон первым написал мне в Instagram и рассказал о своем плане добавить текст к моему биту", — объяснил Jawsh 685. "Мы так и не пришли к официальному соглашению, поскольку у меня была отличная команда, которая помогала мне принимать правильные решения. Его песня была довольно запоминающейся, поэтому в конце концов мы пришли к официальному соглашению."

## Лирика и композиция песни
Jawsh 685 создал инструментал как дань уважения своему самоанскому народу с островов Кука (685 — это код страны Самоа). Это пример взаимодействия королей сирен, новозеландской и полинезийской культур для создания битов, которые проигрываются через динамики сирены, обычно прикрепленные к автомобилям или велосипедам. Этот тренд стал вирусным в TikTok, где пользователи публикуют видеоролики под названием «Культурный танец», в которых они прославляют свое наследие, танцуя под песню в традиционных костюмах.

## Коммерческий успех

### Северная Америка
«Savage Love (Laxed – Siren Beat)» дебютировала под номером 81 в американском чарте песен Billboard Hot 100  27 июня 2020 года. Песня достигла топ-10 на седьмой неделе в чарте 8 августа. С подъемом песни в топ-10, «Savage Love (Laxed – Siren Beat)» стала первым хитом Jawsh 685, попавшим в топ-10, а также первым хитом Джейсона, попавшим в топ-10 после «Want to Want Me» в 2015 году и первым хитом топ-40 после «Swalla» в 2017 году. Ремикс-версия с южнокорейской группой BTS поднялась с восьмого места на первое место чарта 17 октября 2020 года, став вторым хитом номер один как для Джейсона Деруло (первым после «Whatcha Say» в 2009 году, самого длительного промежутка между хитами номер один среди исполнителей-мужчин с тех пор, как Доктор Дре достиг первого места в 2009 году с «Crack a Bottle» после 12-летнего перерыва), так и для BTS (после их предыдущего сингла «Dynamite»), а также первым хитом Jawsh 685, возглавившим чарт.
«Savage Love (Laxed – Siren Beat)» дебютировал на 26-м месте в канадском чарте песен Canadian Hot 100. Позже он достиг первого места 15 августа 2020 года, став первым синглом Jawsh 685 и первым синглом Джейсона Деруло, возглавившим чарт в стране.

### Европа, Океания и Латинская Америка
В Великобритании «Savage Love (Laxed – Siren Beat)» дебютировал на 22-м месте в британском чарте песен UK Singles Chart 19 июня 2020 года. В конечном итоге он достиг вершины чарта 3 июля 2020 года, став пятой песней Джейсона Деруло, возглавившей чарт в Великобритании. В целом, сингл провел три недели подряд на вершине UK Singles Chart.
В Ирландии песня дебютировала на 23-м месте в чарте, а через пять недель поднялась на первое место, став первым синглом Деруло, возглавившим чарт в Республике Ирландия.
Песня также достигла первого места в Австрии, Бельгии, Германии, Нидерландах, Норвегии, Румынии, Шотландии, Швеции и Швейцарии, а также вошла в десятку лучших в Чехии, Дании, Финляндии, Италии и Словакии.
В Австралии песня возглавляла чарт синглов ARIA Charts в течение шести недель подряд. Песня также достигла первого места в Новой Зеландии.
В Латинской Америке «Savage Love (Laxed – Siren Beat)» вошла в десятку лучших в Панаме и Сальвадоре, достигнув 8 и 10 места соответственно. Она также вошла в двадцатку лучших в Аргентине, достигнув 13 места.

## Чарты
| Чарт (2020)                                          | Высшая позиция |
| ---------------------------------------------------- | -------------- |
| Аргентина (Argentina Hot 100)                        | 12             |
| Австралия (ARIA)                                     | 1              |
| Австрия (Ö3 Austria Top 40)                          | 1              |
| Бельгия/Фландрия (Ultratop 50)                       | 1              |
| Бельгия/Валлония (Ultratop 50)                       | 2              |
| Канада (Billboard Canadian Hot 100)                  | 1              |
| СНГ (TopHit)                                         | 8              |
| Чехия (Rádio — Top 100)                              | 21             |
| Чехия (Singles Digitál Top 100)                      | 2              |
| Дания (Tracklisten)                                  | 2              |
| Сальвадор (Monitor Latino)                           | 10             |
| Финляндия (Suomen virallinen lista)                  | 2              |
| Франция (SNEP)                                       | 6              |
| Германия (GfK)                                       | 1              |
| Греция International (IFPI)                          | 1              |
| Мир (Billboard Global 200) · Combined with BTS remix | 1              |
| Венгрия (Dance Top 40)                               | 19             |
| Венгрия (Rádiós Top 40)                              | 2              |
| Венгрия (Single Top 40)                              | 1              |
| Венгрия (Stream Top 40)                              | 5              |
| Исландия (Tónlistinn)                                | 4              |
| Ирландия (IRMA)                                      | 1              |
| Израиль Airplay (Media Forest)                       | 1              |
| Италия (FIMI)                                        | 6              |
| (RIM)                                                | 3              |
| Мексика Mexico Airplay (Billboard)                   | 1              |
| Нидерланды (Dutch Top 40)                            | 1              |
| Нидерланды (Single Top 100)                          | 1              |
| Новая Зеландия (Recorded Music NZ)                   | 1              |
| Норвегия (VG-lista)                                  | 1              |
| Панама (Monitor Latino)                              | 8              |
| Польша (Polish Airplay Top 100)                      | 9              |
| Португалия (AFP)                                     | 5              |
| Португалия (AFP Airplay)                             | 1              |
| Румыния (Airplay 100)                                | 1              |
| Россия Airplay (TopHit)                              | 11             |
| Сан-Марино (SMRRTV Top 50)                           | 13             |
| Шотландия (OCC Scotland)                             | 1              |
| Сингапур (RIAS)                                      | 2              |
| Словакия (Rádio — Top 100)                           | 2              |
| Словакия (Singles Digitál Top 100)                   | 1              |
| Словения (SloTop50)                                  | 1              |
| Испания (PROMUSICAE)                                 | 29             |
| Суринам Suriname (Nationale Top 40)                  | 1              |
| Швеция (Sverigetopplistan)                           | 1              |
| Швейцария (Schweizer Hitparade)                      | 1              |
| Великобритания (OCC UK Singles)                      | 1              |
| США (Billboard Hot 100) · Combined with BTS remix    | 1              |
| США (Billboard Adult Contemporary)                   | 15             |
| США (Billboard Adult Pop Airplay)                    | 1              |
| США (Billboard Dance/Mix Show Airplay)               | 12             |
| США (Billboard Pop Airplay)                          | 1              |
| США (Billboard Rhythmic)                             | 9              |
| США Rolling Stone Top 100                            | 7              |

| Чарт (2021)             | Высшая розиция |
| ----------------------- | -------------- |
| СНГ (TopHit)            | 107            |
| Россия Airplay (TopHit) | 152            |

| Чарт (2023)              | Высшая позиция |
| ------------------------ | -------------- |
| Бельгия Airplay (TopHit) | 159            |
| Литва Airplay (TopHit)   | 163            |
| Румыния Airplay (TopHit) | 114            |

| Чарт (2024)              | Высшая позиция |
| ------------------------ | -------------- |
| Эстония Airplay (TopHit) | 82             |

| Чарт (2020)                              | Высшая позиция |
| ---------------------------------------- | -------------- |
| СНГ Airplay (TopHit)                     | 10             |
| Чехия Republic (Rádio Top 100)           | 32             |
| Чехия Republic (Singles Digitál Top 100) | 4              |
| Россия Airplay (TopHit)                  | 16             |
| Словения (Rádio Top 100)                 | 2              |
| Словения (Singles Digitál Top 100)       | 1              |

| Чарт (2020)                        | Позиция |
| ---------------------------------- | ------- |
| Аргентина Airplay (Monitor Latino) | 53      |
| Австралия (ARIA)                   | 12      |
| Австрия (Ö3 Austria Top 40)        | 4       |
| Бельгия (Ultratop Flanders)        | 12      |
| Бельгия (Ultratop Wallonia)        | 22      |
| Канада (Canadian Hot 100)          | 21      |
| СНГ Airplay (TopHit)               | 75      |
| Дания (Tracklisten)                | 17      |
| Франция (SNEP)                     | 39      |
| Германия (Official German Charts)  | 7       |
| Венгрия (Rádiós Top 40)            | 31      |
| Венгрия (Single Top 40)            | 21      |
| Венгрия (Stream Top 40)            | 20      |
| Исландия (Tónlistinn)              | 21      |
| Ирландия (IRMA)                    | 17      |
| Италия (FIMI)                      | 16      |
| Нидерланды (Dutch Top 40)          | 9       |
| Нидерланды (Single Top 100)        | 13      |
| Новая Зеландия (Recorded Music NZ) | 4       |
| Норвегия (VG-lista)                | 9       |
| Польша (ZPAV)                      | 81      |
| Португалия (AFP)                   | 37      |
| Румыния (Airplay 100)              | 30      |
| Россия Airplay (TopHit)            | 94      |
| Швеция (Sverigetopplistan)         | 9       |
| Швейцария (Schweizer Hitparade)    | 5       |
| Великобритания Singles (OCC)       | 11      |
| США Billboard Hot 100              | 35      |
| США Adult Top 40 (Billboard)       | 29      |
| США Mainstream Top 40 (Billboard)  | 19      |
| США Rhythmic (Billboard)           | 48      |

| Чарт (2021)                        | Позиция |
| ---------------------------------- | ------- |
| Австралия (ARIA)                   | 76      |
| Австрия (Ö3 Austria Top 40)        | 54      |
| Канада (Canadian Hot 100)          | 31      |
| Франция (SNEP)                     | 122     |
| Германия (Official German Charts)  | 62      |
| Billboard Global 200 (Billboard)   | 37      |
| Венгрия (Dance Top 40)             | 95      |
| Венгрия (Rádiós Top 40)            | 56      |
| Новая Зеландия (Recorded Music NZ) | 41      |
| Португалия (AFP)                   | 183     |
| Швейцария (Schweizer Hitparade)    | 69      |
| США Adult Top 40 (Billboard)       | 22      |

| Чарт (2024)              | Позиция |
| ------------------------ | ------- |
| Эстония Airplay (TopHit) | 127     |

## Награды и номинации
| Год  | Премия                   | Категория              | Результат | Источник |
| ---- | ------------------------ | ---------------------- | --------- | -------- |
| 2021 | iHeartRadio Music Awards | TikTok Bop of the Year | Номинация | [ 124 ]  |

## Сертификация
| Регион | Сертификация          | Продажи    |
| --- | --------------------- | ---------- |
| Австралия (ARIA) | 5× Платиновый         | 350 000    |
| Австрия (IFPI Austria) | 3× Платиновый         | 90 000     |
| Бельгия (BEA) | Платиновый            | 40 000     |
| Канада (Music Canada) | 4× Платиновый         | 320 000    |
| Дания (IFPI Danmark) | 2× Платиновый         | 180 000    |
| Франция (SNEP) | Бриллиантовый         | 333 333    |
| Германия (BVMI) | 2× Платиновый         | 800 000    |
| Италия (FIMI) | 3× Платиновый         | 210 000    |
| Мексика (AMPROFON) | 2× Платиновый+Золотой | 150 000    |
| Новая Зеландия (RMNZ) | 5× Платиновый         | 150 000    |
| Норвегия (IFPI Norway) | 2× Платиновый         | 120 000    |
| Польша (ZPAV) | 3× Платиновый         | 60 000     |
| Португалия (AFP) | 2× Платиновый         | 20 000     |
| Испания (PROMUSICAE) | Платиновый            | 40 000     |
| Швейцария (IFPI Switzerland) | 2× Платиновый         | 40 000     |
| Великобритания (BPI) | 2× Платиновый         | 1 200 000  |
| США (RIAA) | 4× Платиновый         | 4 000 000  |
| Стриминг |                       |            |
| Греция (IFPI Greece) | Золотой               | 1 000 000  |
| Швеция (GLF) | 2× Платиновый         | 16 000 000 |
| Данные о продажах + прослушиваниях приведены только на основе сертификации. · Данные только о прослушиваниях приведены на основе сертификации. |                       |            |

## История релиза
| Регион   | Дата           | Формат                        | Версия                 | Лейбл    | Источник |
| -------- | -------------- | ----------------------------- | ---------------------- | -------- | -------- |
| Весь мир | 24 апреля 2020 | цифровая дистрибуция стриминг | Оригинальная версия    | Columbia | [ 6 ]    |
| Весь мир | 11 июня 2020   | цифровая дистрибуция стриминг | Версия Джейсона Деруло | Columbia | [ 144 ]  |
| США      | 7 июля 2020    | Contemporary hit radio        | Версия Джейсона Деруло | Columbia | [ 145 ]  |

## Ремикс при участии BTS
Мировая премьера ремикса от южнокорейского бой-бэнда BTS на «Savage Love (Laxed – Siren Beat)» 2 октября 2020 года в цифровом и стриминговом форматах на лейбле Columbia Records. В этот же день на канале BTS на видеохостинге YouTube вышло анимированное лирическое видео. Над ремиксом работали те же авторы, которые написали оригинальную версию «Savage Love (Laxed – Siren Beat)», а новый куплет написали участники группы BTS J-Hope и Suga. В песне участники BTS, в основном Чонгук, Джей-Хоуп и Шуга, исполняют песни на английском и корейском языках вместе с Джейсоном Деруло. Чонгук поет в основном в припеве, в то время как Шуга и Джей-Хоуп исполняют рэп-вокал в новом куплете на корейском языке. Перед цифровым релизом BTS провели танцевальный челлендж на TikTok под оригинальную версию песни вместе с Джейсоном Деруло и Jawsh 685.

### Коммерческий успех
После выхода ремикса, «Savage Love (Laxed – Siren Beat)» поднялась на первое место в американском чарте песен Billboard Hot 100 17 октября 2020 года, став вторым хитом номер один как для Джейсона Деруло (первым после «Whatcha Say» в 2009 году, самым долгим промежутком между хитами номер один среди исполнителей-мужчин с тех пор, как «Crack a Bottle» Dr. Dre достиг первого места после 12-летнего перерыва в 2009 году), так и для BTS (после их предыдущего сингла «Dynamite»), а также первым возглавившим чарт для Jawsh 685. BTS стали первой группой за последние десять лет, которая одновременно удерживала два верхних места в Billboard Hot 100 (до них это удалось сделать Black Eyed Peas в 2009 году, и пятой группой за всю историю чарта). Ремикс собрал 16 миллионов прослушиваний на стриминговых сервисах в США, 70,6 миллионов прослушиваний в радиоэфире и был продан тиражом 76 000 копий, став второй самой продаваемой песней недели. «Savage Love (Laxed – Siren Beat)» достиг первого места в чарте Billboard Global 200 с 77,5 миллионами прослушиваний на стриминговых сервисах по всему миру и 62 000 загрузок по всему миру, что сделало BTS первыми артистами, заработавшими несколько песен номер один в чарте, и третьего места в глобальном чарте Excl. U.S. Chart. Он также достиг шестого места в южнокорейском цифровом чарте Gaon и девятого места в новозеландском чарте Hot Singles.
На следующей неделе, 24 октября 2020 года, «Savage Love» опустилась с первой на шестую позицию в чарте Billboard Hot 100, а BTS были исключены из списка авторов, поскольку ремикс не превзошел оригинальную версию в течение недели отслеживания.

### Чарты
| Чарт (2020)                       | Высшая позиция |
| --------------------------------- | -------------- |
| Канада (Canadian Hot 100)         | 2              |
| Мир (Billboard Global 200)        | 1              |
| Япония (Japan Hot 100)            | 73             |
| Литва (AGATA)                     | 40             |
| Новая Зеландия Hot Singles (RMNZ) | 9              |
| Республика Корея (Gaon)           | 6              |
| США (Billboard Hot 100)           | 1              |

| Чарт (2021)               | Позиция |
| ------------------------- | ------- |
| Республика Корея (Gaon)   | 24      |
| Чарт (2022)               | Позиция |
| Республика Корея (Circle) | 169     |

### Награды и номинации
| Год  | Премия                  | Категрия                   | Результат | Источник |
| ---- | ----------------------- | -------------------------- | --------- | -------- |
| 2020 | Melon Music Awards      | Best Pop                   | Номинация | [ 161 ]  |
| 2021 | Gaon Chart Music Awards | Song of the Year – October | Номинация | [ 162 ]  |

| Номинация               | Даиа             | Источник |
| ----------------------- | ---------------- | -------- |
| Weekly Popularity Award | 26 October 2020  | [ 163 ]  |
| Weekly Popularity Award | 2 November 2020  | [ 163 ]  |
| Weekly Popularity Award | 9 November 2020  | [ 163 ]  |
| Weekly Popularity Award | 16 November 2020 | [ 163 ]  |
| Weekly Popularity Award | 23 November 2020 | [ 163 ]  |

### Сертификация
| Регион                                                           | Сертификация | Продажи     |
| Стриминг                                                         | Стриминг     | Стриминг    |
| ---------------------------------------------------------------- | ------------ | ----------- |
| Республика Корея (KMCA)                                          | Платиновый   | 100 000 000 |
| Данные только о прослушиваниях приведены на основе сертификации. |              |             |

### История релиза
| Регион   | Дата           | Формат                         | Лейбл    | Источник |
| -------- | -------------- | ------------------------------ | -------- | -------- |
| Весь мир | 2 Октября 2020 | Цифровая дистрибьюция Стриминг | Columbia | [ 165 ]  |